# Marina Nigg
Pour les articles homonymes, voir Nigg.
Marina Nigg, née le 24 avril 1984 à Vaduz, est une skieuse alpin liechtensteinoise spécialiste du slalom.

## Biographie
Marina Nigg est la deuxième meilleure skieuse liechtensteinoise de la fin des années 2000 et du début des années 2010 derrière Tina Weirather. 
Membre du club de SC Gamprin, elle fait ses débuts dans des courses FIS en 1999. En 2003, elle entre dans l'équipe nationale, pour prendre part aux Championnats du monde junior et à sa première course de Coupe du monde au slalom géant de Sölden. En 2004, elle est neuvième du slalom aux Championnats du monde junior à Maribor. Elle doit attendre la saison 2007-2008 pour atteindre sa première deuxième manche de slalom, pour finalement se classer 18e à Reiteralm, puis douzième à Panorama.
Dans la Coupe d'Europe, elle signe deux podiums en slalom lors de la saison 2007-2008, à Turnau et Lenggries.
Elle prend part à quatre éditions des Championnats du monde entre 2007 et 2013, pour obtenir son meilleur résultat en 2009 à Val d'Isère, où elle conclut le slalom au vingtième rang.
Vingt-deuxième du slalom des Jeux olympiques d'hiver de 2010 puis vingt-et-unième en 2014, elle réalise sa meilleure performance en Coupe du monde en janvier 2011 avec une onzième place au slalom de Flachau, en Autriche. Marina Nigg annonce sa retraite sportive en mars 2014, à l'âge de 29 ans.

## Palmarès

### Jeux olympiques d'hiver
| Épreuve / Édition | Vancouver 2010 | Sotchi 2014 |
| Slalom            | 22e            | 21e         |

### Championnats du monde
| Épreuve / Édition | Åre 2007 | Val d'Isère 2009 | Garmisch Partenkirchen 2011 | Schaldming 2013 |
| Slalom            | 33e      | 20e              | Abandon                     | 29e             |

### Coupe du monde
- Meilleur classement général : 64e en 2008.
- Meilleur résultat : 11e.

#### Classements détaillés
| Saison/Classement | Général | Slalom |
| Saison/Classement | Class.  | Class. |
| ----------------- | ------- | ------ |
| 2008              | 64e     | 26e    |
| 2009              | 96e     | 36e    |
| 2010              | 95e     | 38e    |
| 2011              | 82e     | 31e    |
| 2012              | 97e     | 41e    |

### Coupe d'Europe
- 9e du classement de slalom en 2008.
- 2 podiums.